# Balcis devians
Balcis devians är en snäckart. Balcis devians ingår i släktet Balcis och familjen Eulimidae. Inga underarter finns listade i Catalogue of Life.